# レイ・スターリン
レイ・スターリン（Ray Staring、1978年12月10日 - ）は、オランダの男性元キックボクサー。ゼッダム出身。KBアーネム所属。元WFCA世界ミドル級王者。

## 来歴
1999年、プロデビュー。
2004年、ウィーンでファディ・メルザ（オーストリア）に5R判定勝ち。WFCA世界ミドル級王座を獲得。
2006年5月13日、It's Showtime（K-1 WORLD GP 2006 in AMSTERDAMと共催）でドラゴと対戦し、判定勝ち。
2007年7月29日、全日本キックボクシング連盟（AJKF）に初来日。山内裕太郎と対戦し、引き分け。
2007年9月29日、AJKF「Road to 70's」のメインイベントでサムゴー・ギャットモンテープと対戦し、左ハイキックでKO負け。サムゴーは減量失敗により10オンスグローブを着用していた。
2007年11月18日、AJKFの70'sトーナメントに参戦。1回戦で石毛慎也に判定勝ち。2008年1月4日の準決勝では望月竜介に左ローキックでKO負け。
2008年2月17日に開催されたK-1 EUROPE MAX 2008 IN HOLLANDのトーナメントに参戦予定であったが、1月末になって引退を決意し、トーナメントを欠場した。日本では2月13日にAJKFから引退が発表された。

## 戦績
| キックボクシング 戦績 | キックボクシング 戦績 | キックボクシング 戦績 | キックボクシング 戦績 | キックボクシング 戦績 | キックボクシング 戦績 | キックボクシング 戦績 |
| --------------------- | --------------------- | --------------------- | --------------------- | --------------------- | --------------------- | --------------------- |
| 47 試合               | (T)KO                 | 判定                  | その他                | 引き分け              | 無効試合              |                       |
| 30 勝                 | 18                    |                       |                       | 3                     | 0                     |                       |
| 13 敗                 |                       |                       |                       | 3                     | 0                     |                       |

| 勝敗 | 対戦相手                         | 試合結果                   | 大会名                                                                                | 開催年月日     |
| ×    | 望月竜介                         | 2R 1:30 KO（左ローキック） | 全日本キックボクシング連盟「New Year Kick Festival 2008」 【70'sトーナメント 準決勝】 | 2008年1月4日   |
| ○    | 石毛慎也                         | 5R終了 判定3-0             | 全日本キックボクシング連盟「70's」 【70'sトーナメント 1回戦】                         | 2007年11月18日 |
| ×    | サムゴー・ギャットモンテープ     | 2R 2:08 KO（左ハイキック） | 全日本キックボクシング連盟「Road to 70's」                                            | 2007年9月29日  |
| △    | 山内裕太郎                       | 5R終了 判定1-1             | 全日本キックボクシング連盟「Super Fight 2007」                                        | 2007年7月29日  |
| ×    | クリス・ナギンビ                 | 判定                       | Gentleman Fightnight IV                                                               | 2007年6月2日   |
| ○    | ファークムラン・シットディンカイ | 1R KO（パンチ）            | タイ国王生誕記念大会                                                                  | 2006年12月5日  |
| ○    | ドラゴ                           | 3R終了 判定                | It's Showtime（K-1 WORLD GP 2006 in AMSTERDAM）                                       | 2006年5月13日  |
| ×    | ライアン・シムソン               | 3R+延長R終了 判定          | K-1 MAX Netherland 【準決勝】                                                         | 2006年3月26日  |
| ○    | クリス・ファン・ベンローイ       | 3R TKO                     | K-1 MAX Netherland 【1回戦】                                                          | 2006年3月26日  |

## 獲得タイトル
- WFCA世界ミドル級王者